# Fort Chaffee

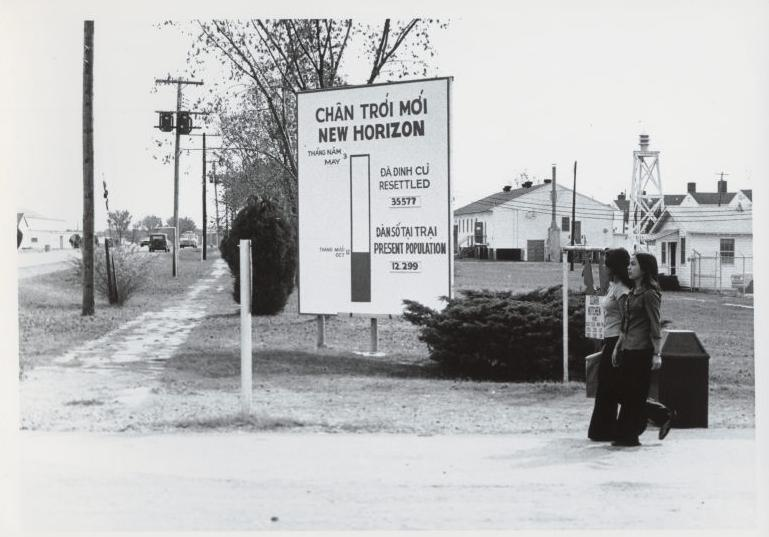
Teile des Flüchtlingslagers in den 1970ern Jahren

Fort Chaffee ist eine Militärbasis der US-Army. Die Basis liegt im Bundesstaat Arkansas nahe der Stadt Fort Smith. Die 1941 errichtete und nach Major General Adna R. Chaffee, Jr. benannte Basis wird als Ausbildungsstätte für die Nationalgarde der Vereinigten Staaten und Reserveeinheiten der US-Army genutzt. In Fort Chaffee sind derzeit keine aktiven Einheiten stationiert.

## Geschichte
Fort Chaffee hieß ursprünglich Camp Chaffee und wurde 1941 als Reaktion auf den höheren Truppenbedarf für die bevorstehende Beteiligung am Zweiten Weltkrieg errichtet. Während des Zweiten Weltkriegs diente die Basis ebenfalls als Kriegsgefangenenlager für deutsche Kriegsgefangene. Am 21. März 1956 wurde Camp Chaffee in Fort Chaffee umbenannt. Von 1975 bis 1976 wurden circa 50.000 Flüchtlinge vor dem Vietnamkrieg und von 1980 bis 1981 circa 25.000 kubanische Flüchtlinge in Fort Chaffee untergebracht. Von 1987 bis 1993 war das teilstreitkraftübergreifende Übungs- und Ausbildungszentrum Joint Readiness Training Center (JRTC) in Fort Chaffee beheimatet. 1995 wurde die Schließung des Stützpunkts empfohlen und am 27. September 1997 umgesetzt. Nach der Schließung wurden die Sperranlagen und Teile der Gebäude zurückgebaut. Nach den Anschlägen vom 11. September 2001 wurde das Gelände wieder militärisches Sperrgebiet und von Rettungsdiensten genutzt. Nach dem Auftreten des Hurrikans Katrina im Jahr 2005 wurden die leeren Baracken als Notunterkünfte für mehr als 10.000 Flüchtlinge aus Louisiana, Mississippi und Texas genutzt.

## Filme
Folgende Spielfilme wurden in Fort Chaffee gedreht:
- Die Ehre zu fliegen
- Biloxi Blues
- Sergeant Waters – Eine Soldatengeschichte